# Kathleen Quinlan Zetterberg
Kathleen Quinlan Zetterberg, född den 1 februari 1952 i New York, är en svensk-amerikansk dansare och koreograf. Hon har varit solist i koreografen Anna Sokolow(en) danskompani och är känd som traditionsbärare inom Isadora Duncans skola.

## Biografi
Quinlan Zetterberg har en utbildning från Boston Conservatory of Music, Boston Museum School of Art samt State University of New York at Purchase. Hon har arbetat som koreograf med dans, teater och opera i New York och Paris. Sedan 1987 är hon bosatt i Stockholm. I Sverige har hon bland annat samarbetat med pianisten Roland Pöntinen samt skådespelaren och mimaren Ika Nord
Quinlan Zetterberg driver det egna företaget ”In a Living Tradition” tillsammans med sin dotter, dansaren Lilly Øigaard Zetterberg och är grundare av och konstnärlig ledare för Lilla Baletten/Isadorables i Stockholm. Hon är en traditionsbärare som även har undervisat på Danshögskolan i Piteå, Balettakademin samt Kungliga Svenska Balettskolan. Quinlan Zetterberg har kurerat två utställningar på Dansmuseet i Stockholm, baserade på arkivet efter sin nära vän Anna Duncan, Isadora Duncans dotter, som hon fick ärva.
Quinlan Zetterberg var gift med koreografen, regissören och läraren Jan Zetterberg (1942-2006) som grundade Dansens hus i Stockholm.